# Krokasjön (Örkelljunga socken, Skåne, 624770-134825)
Krokasjön är en sjö i Örkelljunga kommun i Skåne och ingår i Stensåns huvudavrinningsområde. Sjöns area är 0,067 kvadratkilometer och den är belägen 99 meter över havet.